# Chemins de fer à voie étroite au Luxembourg
Ne doit pas être confondu avec Chemins de fer à voie étroite.

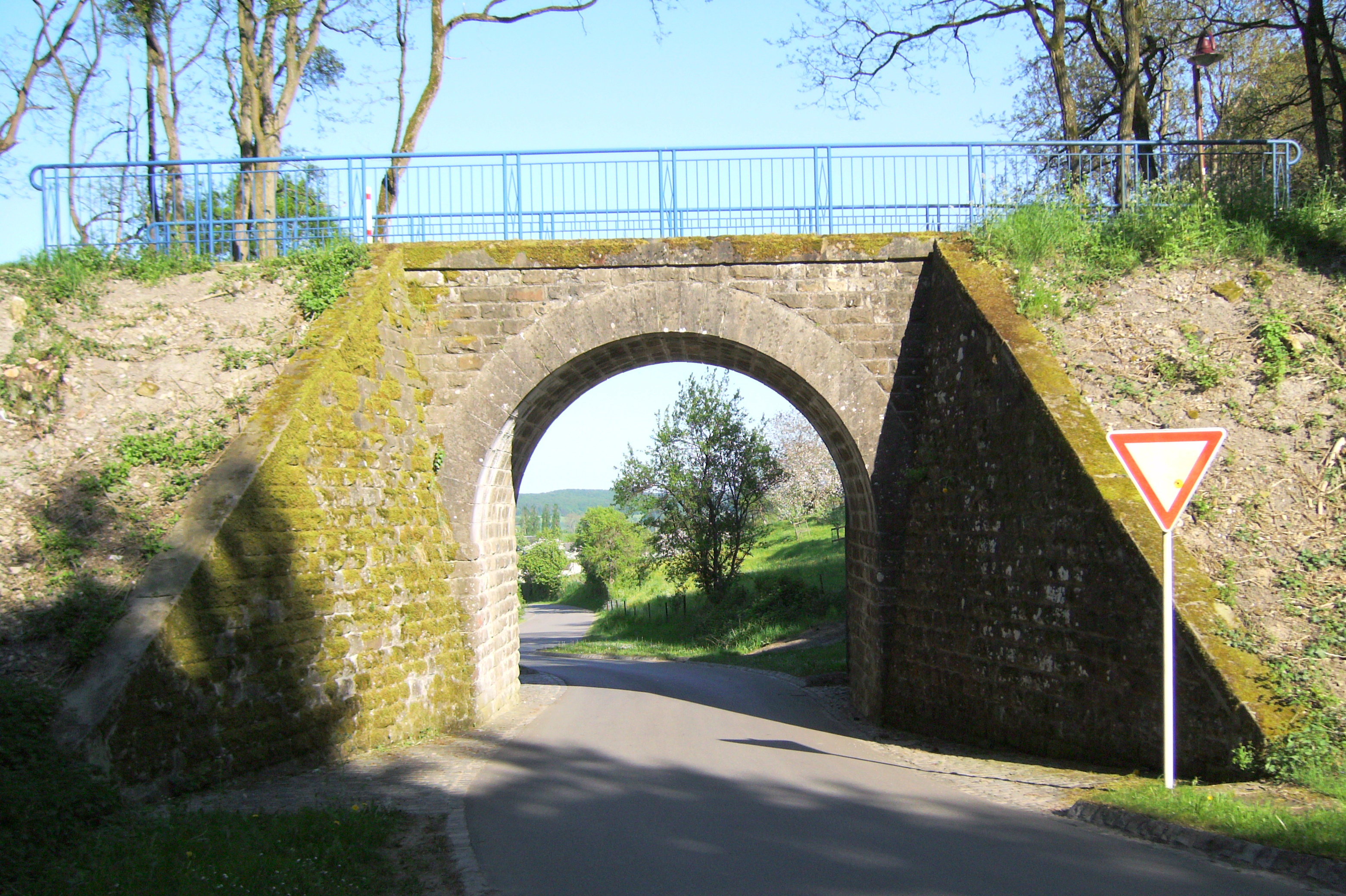
Charly: pont à proximité de l'ancienne gare de Bech, aménagement en piste cyclable

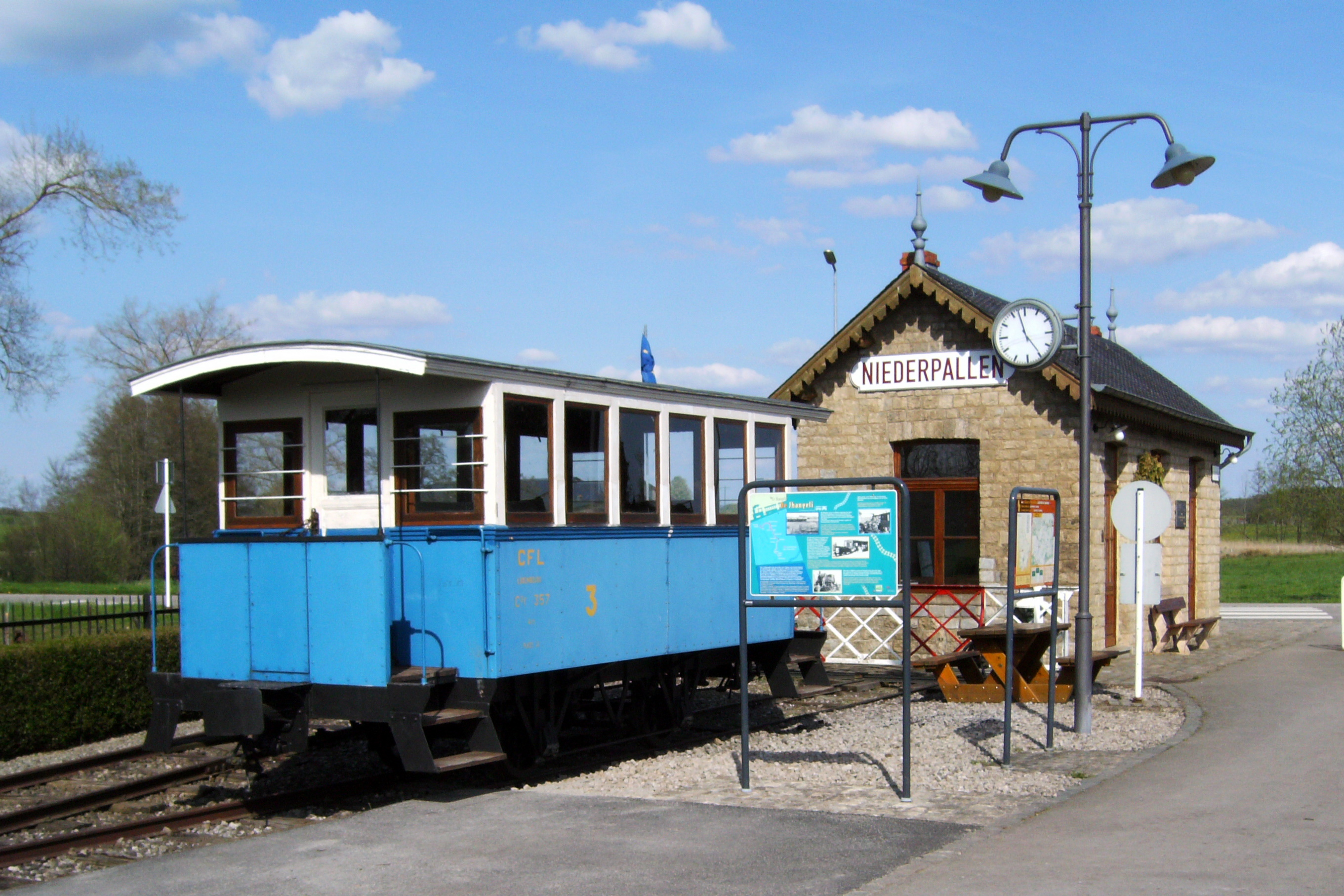
Station de Niederpallen du Jangeli

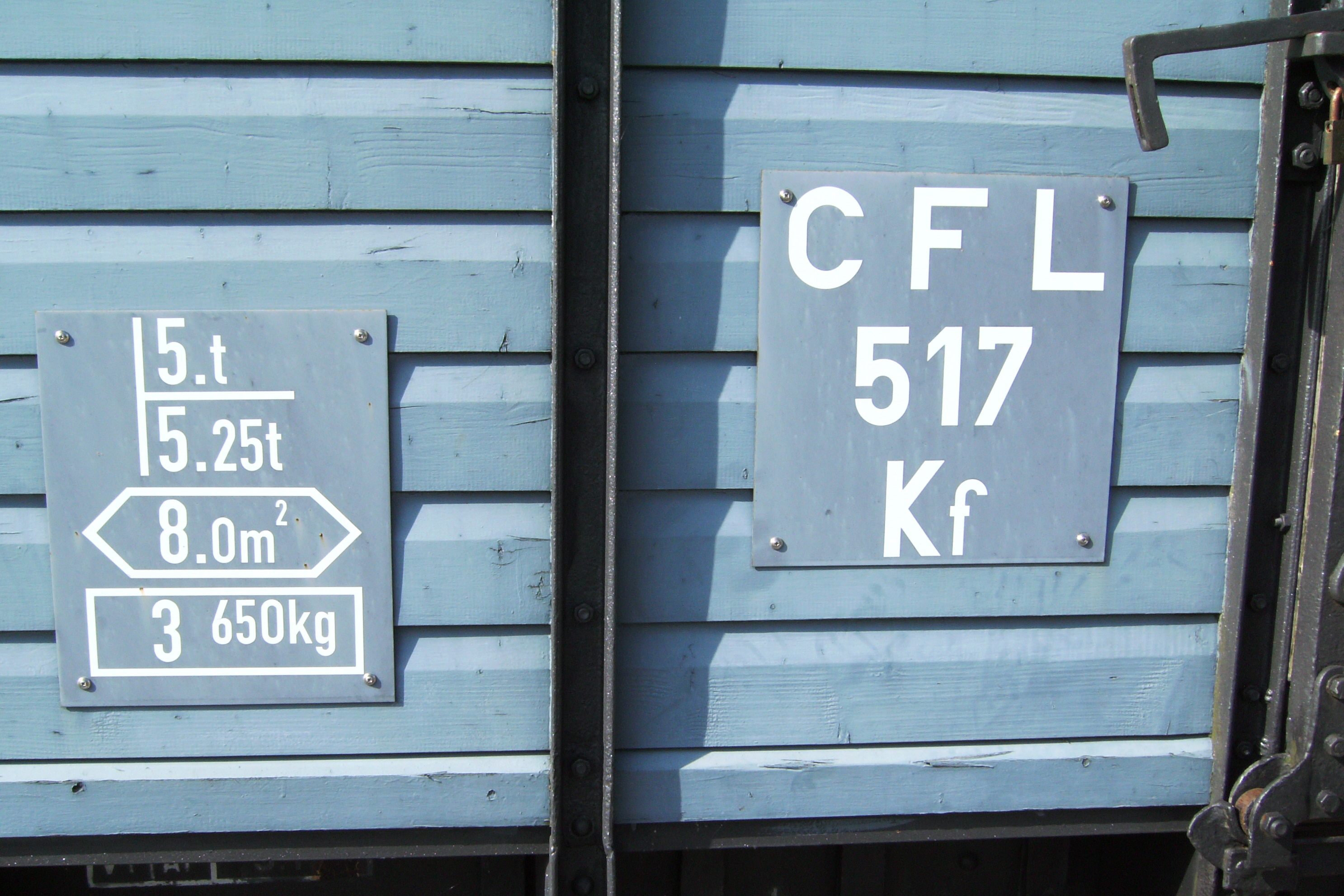
Inscriptions sur le wagon n°517

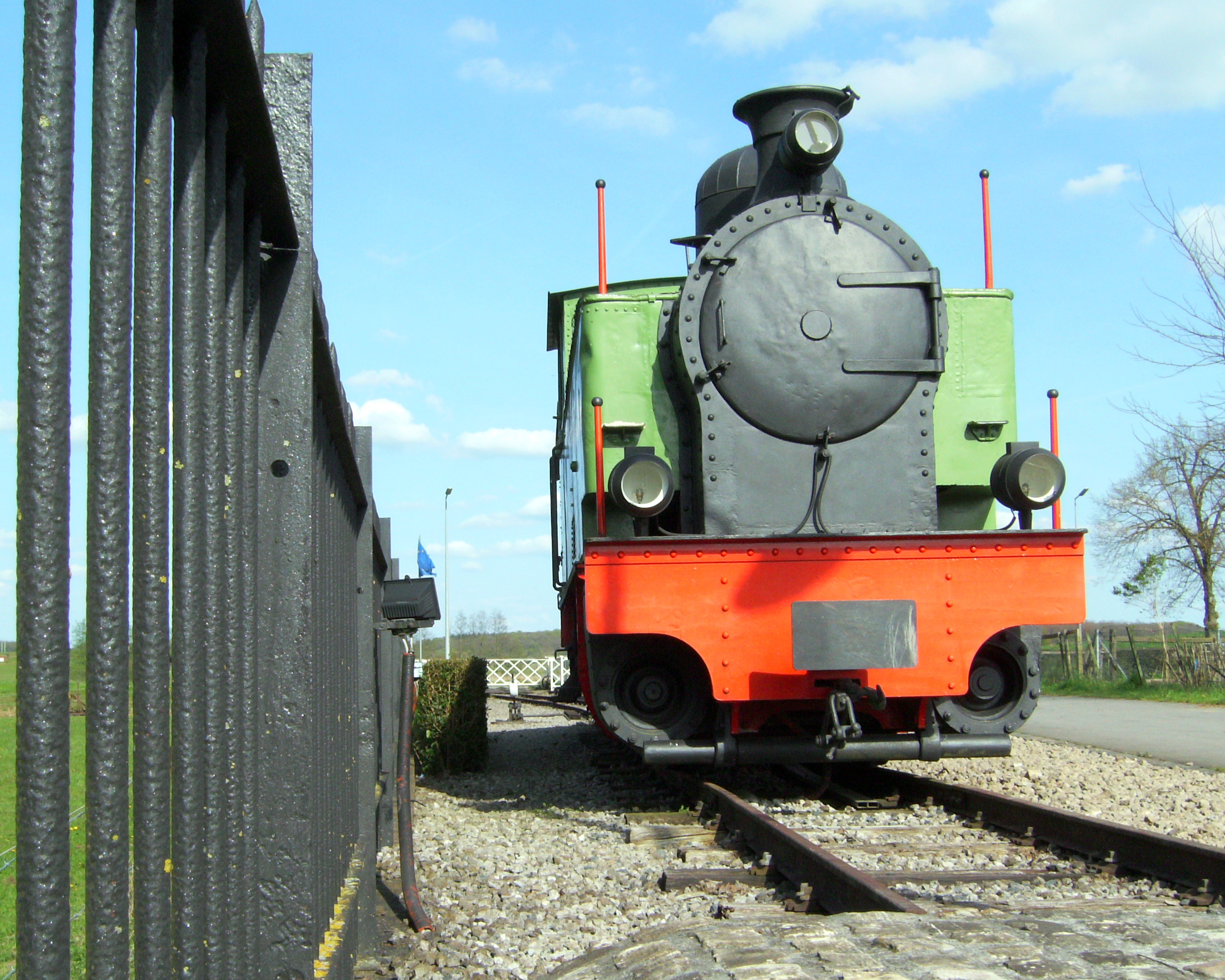
Locomotive ex-ARBED construite par la Société de La Meuse à Liège en 1937, rachetée en 1995 et exposée à Niederpallen

Cet article traite de l'histoire et de l'utilisation des chemins de fer à voie étroite au Luxembourg. Le pays compta aussi deux réseaux urbains : Le tramway de Luxembourg, inauguré en 1875 (en voie normale), électrifié en 1908 (et transformé en voie métrique) et fermé en 1964 et le tramway d'Esch-sur-Alzette inauguré en 1927 et fermé en 1956.
La plupart de ces lignes ont reçu le surnom de Jangeli, aussi orthographié Jhangeli ou Jangli.

## Sociétés exploitantes
Après la création d'un réseau de chemin de fer à voie normale, dont les premières lignes sont inaugurées en 1859, naissent des projets de réseaux à voie étroite. L'arrêté royal grand-ducal du 25 janvier 1882 « concernant la police, la sûreté et l'exploitation des chemins de fer à petite section (tramways à vapeur) » crée un cadre juridique concernant ces lignes.
Plusieurs sociétés d'exploitation sont créées à la fin du XIXe siècle ; le réseau est finalement constitué par celui de la Société anonyme des chemins de fer cantonaux luxembourgeois (CC), des Chemins de fer vicinaux (CV) et la Société des chemins de fer secondaires luxembourgeois (CSL) qui fusionnent en 1934, donnant naissance aux Chemins de fer à voie étroite (CVE). Ce dernier réseau est incorporé à la Deutsche Reichsbahn durant l'occupation allemande. La société nationale des chemins de fer luxembourgeois (CFL), créée en 1946, reprend l'exploitation dans le contexte difficile de l'après-guerre.

## Les lignes à voie métrique

Carte des réseaux ferrés luxembourgeois en 1935

### Luxembourg-Echternach
Une des lignes les plus connues, inaugurée en 1904 qui relie Luxembourg à Echternach et traverse le centre-ville de la capitale. Cette ligne, surnommé Charly, mesurait 45,85 kilomètres de long et était la plus longue ligne à voie étroite du Luxembourg.
Les dernières circulations de trains de voyageurs ont lieu en juin 1954, des convois de marchandises circulant encore jusqu'à la toute fin de l'année 1954.

### Noerdange-Martelange
La deuxième ligne la plus longue du pays avec ses 29,54 km, surnommée Jangeli reliait Martelange à Noerdange, à proximité de la frontière belge, entre 1890 et 1953.
La dernière circulation d'un train de voyageurs a lieu en février 1953, des trains de marchandises circulant jusqu'à l'été 1953.

### Luxembourg-Remich
La ligne ayant connu la plus longue période d'exploitation, inaugurée en 1882 qui relie Luxembourg à Remich. Cette ligne, mesurait 27,265 kilomètres de long et était une des plus longues lignes à voie étroite du Luxembourg.
Les dernières circulations ont lieu en mai 1955.

### Diekirch-Vianden
Inaugurée en 1889 et longue de 14 km, cette ligne surnommée Benny ou Benni reliait Diekirch à Vianden. La ligne a vu passer ses derniers trains en 1948.

### Grundhof-Beaufort
Mise en service en 1904 et ouverte au trafic voyageurs en 1911, cette ligne de 7,37 km de long reliait Grundhof à Beaufort grâce à un remarquable trajet à flanc de montagne avec trois points de rebroussement et, pour le trafic marchandises, l'utilisation de Rollbocks (en).
La ligne est fermée en 1948.

### Bettembourg-Aspelt
Inaugurée en 1899 et longue de 10 km, cette ligne reliait Bettembourg à Aspelt. La ligne a vu passer ses derniers trains en 1954.

### Cruchten-Larochette
Inaugurée en 1882 et longue de 12 km, cette ligne reliait Cruchten à Larochette. La ligne a vu passer ses derniers trains en 1948.

### Junglinster-Larochette
Ligne inachevée ouverte en 1930, seule la section entre Larochette et les carrières d'Ernzen sera ouverte et exploitée comme un prolongement de la ligne de Cruchten à Larochette. Les deux lignes fermeront en même temps, en 1948. Le reste de la ligne, jusqu'à Junglinster, en restera au gros œuvre.

### Projets non réalisés
Outre la ligne de Junglinster à Larochette qui ne fut jamais achevée, d'autres projets ont été déclarés d'utilité publique juste avant la Première Guerre mondiale, mais ne furent jamais réalisés :
- Redange - Ettelbruck (antenne de la ligne de Noerdange à Martelange) ;
- Mersch - Arlon (Belgique) ;
- Luxembourg - Noerdange (prolongement de la ligne de Noerdange à Martelange à la capitale) ;
- Une ligne électrifiée dans le sud du pays.

## Matériels roulants
Le matériel moteur comprend des locomotives à vapeur (d'origine suisse SLM, pour les premières locomotives livrées en 1881, puis par la suite également d'origine belge, française ou allemande). Des autorails sont livrés à partir de 1912. Un certain nombre de matériels provenant de réseaux secondaires suisses seront également utilisés. Les derniers matériels livrés sont des autorails diesel-électriques Familleureux, affectés à la ligne de Remich, à la fin des années 1930.

## Autres utilisations de la voie étroite

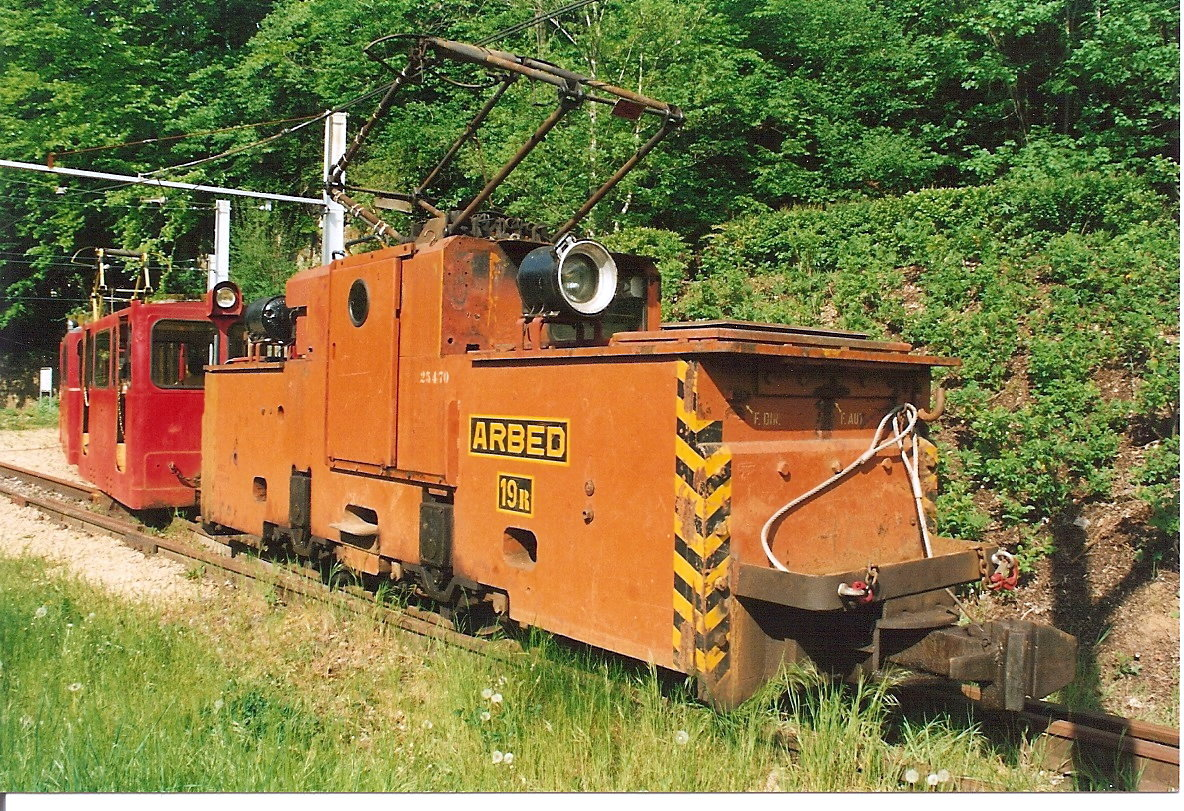
Locomotive de mine ARBED (AEG, type HF7) pour voie de 700 mm (Fond-De-Gras)

Pour mémoire, la voie étroite a été largement utilisée dans l'industrie et les mines de fer (dès le XIXe siècle), notamment dans le Sud de pays. Cette riche histoire industrielle est présentée depuis quelques années dans le parc industriel, naturel et ferroviaire du Fond-de-Gras ou Minett Park dans lequel circule un train minier à voie de 700 mm (Minièresbunn) rejoignant Lasauvage, à l'issue d'un trajet de 4 km, empruntant une ancienne galerie minière et se prolongeant au-delà de la frontière avec la France. D'autres matériels sont également visibles au Musée national des mines de Rumelange, créé en 1973, à l'intérieur d'une ancienne mine. L'exploitation du minerais de fer au Luxembourg a pris fin en 1981. Les faibles écartements (type Decauville) furent également utilisés dans de nombreux domaines de l'industrie.
Depuis 2001, le chemin de fer Lankelz en voie de 184 mm permet aux visiteurs de voyager dans des modèles réduits de trains.